# Юлятупа, Саку
Саку Туомас Севери Юлятупа (фин. Saku Tuomas Severi Ylätupa; род. 4 сентября 1999, Эспоо, Финляндия) — финский футболист, полузащитник шведского клуба «Кальмар» и сборной Финляндии.

## Карьера

### Клубная
Начинал карьеру в любительских клубах «ЛеПа» и «Эспоо». В январе 2015 перешёл в «Клуби 04» — фарм-клуб ХИКа, дебютировал в основном составе в мае. В основном составе впервые сыграл 21 апреля 2016 года в матче Кубка Финляндии против «Каяани». Саку появился на поле уже в дополнительное время, а на 111-й минуте забил третий гол в ворота соперника.
В марте 2017 года на правах аренды перешёл в «РоПС», где закрепился в основном составе и на протяжении 4 месяцев сыграл 17 матчей и забил три гола.
В августе перешёл в нидерландский «Аякс». Выступал за молодёжную команду, в 2018 году стал вице-чемпионом страны среди юношей до 19 лет. В сезоне 2018/19 выступает за резервный состав «Аякса» — 31 августа дебютировал в Эрстедивизи в матче против «Ден Босха», появившись на замену.
В конце января 2019 года перешёл в шведский клуб АИК.
16 января 2023 года подписал трёхлетний контракт с «Кальмаром».

### В сборных
Провёл 12 матчей за сборную Финляндии до 17 лет, забил три гола.
С 2016 года выступал за сборную до 19 лет. 11 октября оформил дубль в ворота сверстников из Казахстана. Летом 2018 года принял участие в финальном турнире чемпионата Европы среди юношей. Был капитаном команды. 19 июля забил мяч в ворота Норвегии на 53-й минуте матча и вывел свою команду вперёд, однако финны пропустили два гола в компенсированное время и уступили со счётом 2:3.

## Достижения
ХИК
- Финалист Кубка Финляндии: 2016
- Вице-чемпион Финляндии: 2016

«Аякс»
- 2 место в чемпионате Нидерландов среди молодёжных команд: 2017/18